# Марков, Иван Петрович
Ива́н Петро́вич Ма́рков (11 [24] апреля 1913, Спаспоруб, Вологодская губерния — июнь 1941, Белорусская ССР) — старший лейтенант Советской Армии, участник советско-финской и Великой Отечественной войн, Герой Советского Союза (1940).

## Биография
Иван Марков родился 11 (24) апреля 1913 года (ошибочно приводится другая дата — 11 июля) в селе Спаспоруб (ныне — Прилузский район Республики Коми). После окончания семи классов школы окончил три курса рабфака. В 1935 году Марков был призван на службу в Рабоче-крестьянскую Красную Армию. В 1938 году он окончил 1-е Ленинградское артиллерийское училище. Участвовал в польском походе.
Участвовал в боях советско-финской войны, будучи начальником разведки дивизиона 451-го артиллерийского полка 113-й стрелковой дивизии 7-й армии Северо-Западного фронта. 8 марта 1940 года в бою за остров Туркин-саари (ныне — Овчинный) под массированным вражеским огнём выдвинулся вперёд и корректировал огонь советской артиллерии по финским позициям. 9 марта благодаря его умелой корректировке была отражена финская контратака. В критический момент боя Марков сам поднял пехотинцев в атаку.
Указом Президиума Верховного Совета СССР от 11 апреля 1940 года за «образцовое выполнение боевых заданий командования на фронте борьбы с финской белогвардейщиной и проявленные при этом отвагу и геройство» лейтенант Иван Марков был удостоен высокого звания Героя Советского Союза с вручением ордена Ленина и медали «Золотая Звезда» за номером 422.
Участвовал в боях Великой Отечественной войны, погиб в июне 1941 года в боях в Белорусской ССР.
Был также награждён медалью.
В честь Маркова названы улица в Сыктывкаре и школа в Спаспорубе.